# Аріпов Абдулла Нігматович
Абдулла Нігматович Аріпов (узб. Abdulla Nigʻmatovich Oripov; нар. 24 травня 1961, Ташкент) — узбецький інженер і політик, прем'єр-міністр Узбекистану з 14 грудня 2016 р.
У 1983 р. він закінчив Ташкентський електротехнічний інститут зв'язку за спеціальністю інженер електрозв'язку. З 1983 по 1992 рр. працював інженером в телекомунікаційній компанії в Ташкенті. З 1992 по 1993 рр. він був спеціалістом Міністерства телекомунікацій. З 1993 по 1995 рр. він обіймав посаду заступника директора з експорту-імпорту Uzimpeksaloqa, а з 1995 по 1996 рр. — директор компанії TashAfinalAL JV.
У 1995 р. він став начальником відділу будівництва і матеріально-технічного забезпечення Міністерства телекомунікацій, а з 1995 по 1996 рр. обіймав посаду керівника відділу приватизації і конкуренції. З 1997 по 2000 рр. він був директором одного з державних департаментів, що займається підтримкою вітчизняних телекомунікацій. З 2000 по 2002 рр. був заступником директора, а потім директором Агентства з телекомунікацій Узбекистану.
З травня 2002 по серпень 2012 рр. Аріпов обіймав посаду заступника прем'єр-міністра з питань інформатизації і телекомунікацій в уряді Шавката Мірзійоєва. Крім того, з 2005 по 2009 рр. він очолював Агентство з телекомунікацій та інформації.
У вересні 2016 р. він знову був призначений заступником прем'єр-міністра.